# Rémonville
Rémonville is een plaats in het Franse departement Ardennes in de regio Grand Est. De plaats maakt deel uit van het arrondissement Vouziers.

## Geschiedenis
Op 1 januari 1973 werd Rémonville samen met de gemeenten Andevanne en Barricourt opgeheven en als commune associée opgenomen in de gemeente Tailly. Deze gemeente maakte deel uit van het kanton Buzancy tot dit op 1 januari 2015 werd opgeheven en gemeenten werden opgenomen in het kanton Vouziers.
Andevanne · Barricourt · Rémonville · Tailly